# Kimberly Elise
Pour les articles homonymes, voir Élise.
Kimberly Elise est une actrice américaine, née le 17 avril 1967 à Minneapolis (Minnesota).

## Filmographie

### Cinéma
- 1996 : Le Prix à payer (Set It Off), de F. Gary Gray : Tisean 'T.T.' Williams
- 1998 : Beloved, de Jonathan Demme : Denver
- 2000 : Piégé (Bait), d'Antoine Fuqua : Lisa Hill
- 2002 : John Q, de Nick Cassavetes : Denise Archibald
- 2004 : Woman Thou Art Loosed, de Michael Schultz : Michelle Jordan
- 2004 : Un crime dans la tête (The Manchurian Candidate), de Jonathan Demme : Eugenie Rose
- 2005 : Madea, grand-mère justicière (Diary of a Mad Black Woman), de Tyler Perry : Helen McCarter
- 2007 : Pride, de Sunu Gonera : Sue Davis
- 2007 : The Great Debaters, de Denzel Washington : Pearl Farmer
- 2010 : Les Couleurs du destin (For Colored Girls), de Tyler Perry : Crystal Wallace
- 2011 : Ties That Bind, de Leila Djansi : Theresa Harper
- 2013 : Highland Park, de Andrew Meieran : Toni
- 2013 : Event 15, de Matthew Thompson : Blau
- 2015 : Dope, de Rick Famuyiwa : Lisa Hayes
- 2016 : Almost Christmas, de David E. Talbert : Cheryl Meyers
- 2018 : Death Wish, d'Eli Roth : Leonore Jackson
- 2019 : Ad Astra, de James Gray : Lorraine Deavers

### Télévision

#### Séries
- 1995 : Newton's Apple : Superviseur des voies biliaires (saison 13, épisode 13)
- 1995 : In the House : Roulette (saison 2, épisode 8)
- 1996 : The Sentinel : Candace Blake (saison 2, épisode 11)
- 2002 - 2003 : Soul Food : Les Liens du sang : Estella (saisons 3 et 4, épisode 10)
- 2003 : Girlfriends : Reesie Jackson  (saison 3, épisodes 19 et 23)
- 2003 : La Treizième Dimension (The Twilight Zone) : Jasmine Gardens (saison 1, épisode 27)
- 2005 - 2007 : Close to Home : Juste Cause : Maureen Scofield
- 2007 : Private Practice : Angie Paget (saison 1, épisode 6)
- 2009 : Grey's Anatomy : Dr. Rebecca Swender (saison 5, épisodes 19, 20 et 23)
- 2011 : Hawthorne : Infirmière en chef : Mme. Gee (saison 3, épisode 10)
- 2013 - 2016 : Hit the Floor : Sloane Hayes (saisons 1 à 3)
- 2019 : Star : Dianne Brooks (saison 3, épisodes 14, 16, 17 et 18)

#### Téléfilms
- 1997 : The Ditchdigger's Daughters : Jeanette
- 2000 : The Loretta Claiborne Story : Loretta Claiborne
- 2001 : Bojangles : Fanny May
- 2009 : Des mains en or (Gifted Hands : The Ben Carson Story) : Sonya Carson
- 2014 : La Fin du voyage (A Day Late and a Dollar Short) : Janelle Price
- 2014 : Le gâteau de la dernière chance (Apple Mortgage Cake) : Angela Logan
- 2015 : Dans la classe de mon fils (Back to School Mom) : Mary Thomas
- 2016 : Confirmation : Sonia Jarvis
- 2019 : Carole's Christmas : Carole Jordan